# Riviste italiane di cinema
Per riviste italiane di cinema si intendono i periodici che, in Italia, si occupano di cinema in chiave storica, teorica, tecnica o critica. Esse hanno accompagnato l'invenzione del cinema dalle origini, diventando via via sempre più autonome, e allo stesso tempo distanziandosi dal "fenomeno" cinematografico per includere nelle loro pagine considerazioni d'ordine più generale. In alcuni casi hanno finito con fare da palestra per registi e intellettuali d'altro tipo, soprattutto negli anni sessanta che è forse stato il momento di maggiore attenzione e vendita delle stesse, almeno per la loro versione cartacea, laddove nel nuovo secolo si è cominciato a spostare la loro presenza sulla rete internet.
In senso molto generale, le riviste variano da semplice rotocalco pubblicitario o di supporto del divismo a strumento di critica militante che attraverso il cinema inteso come comunicazione di massa hanno voluto lanciare e sostenere ipotesi poetiche e sociologiche.

## Storia
Possono essere considerate prime riviste di cinema, persino i bollettini scientifici che accompagnano il cinema mentre si sta svolgendo la sua invenzione, e durante tutto il cosiddetto "precinema", laddove tra sistemi diversi e battaglie per i brevetti, si avvia quella sfilata di macchine che verranno poi sostituite dal cinematografo. A Londra, per esempio, si stampa un Optical Lantern and Cinematograph Journal (1905-1907) su cui già si parla del valore educativo e incantatorio delle immagini in movimento.
Non esiste una prospettiva unica da cui guardare al cinema, ma certamente le sue origini, prima che in funzione spettacolare, hanno esplorato e puntato all'aspetto scientifico di osservazione della realtà, quando il "Fenakisticopio" di Joseph Plateau rivela la sua vocazione di giocattolo e cede il passo a Étienne-Jules Marey e Eadweard Muybridge studiosi del movimento degli animali.
Possiamo forse considerare le loro ricerche le prime riviste di "cinema" o forse bisogna aspettare che il cinema diventi intrattenimento e che per attrarre pubblico si inventi la pubblicità. Che il lancio di una proiezione si accompagni già con i fratelli Auguste e Louis Lumière all'attenzione pilotata della stampa è sintomatico di quella peculiare combinazione di arte e industria che diverrà in pochi anni il cinema.
Ma all'origine il cinema (come del resto la fotografia) erano visti come strumenti collegati al discorso antropologico e geografico: il mondo che inquadravano veniva catturato più che rappresentato. Sede della rappresentazione diventa, più che il film, la sala stessa che viene concepita ambulante, quasi circense, e preceduta dai manifesti murari che ne annunciano l'arrivo.
A partire dal 1905, il diffondersi dell'industria cinematografica in ambito internazionale andrà via via accompagnandosi con analisi estetiche o tecniche, nonché dichiarazioni di poetica, e la carta si fa poi compagna dello schermo, oltre che luogo di scambio culturale tra registi e loro programmi.
L'investimento economico in società come la "Cines" di Roma (fondata nel 1906) o la "Ambrosio Film" (1905) e la "Itala Film" (1906) a Torino, portarono l'Italia a essere seconda solo alla Francia nelle esportazioni e la prima a utilizzare con costanza più di un rullo per la realizzazione di film (anche grazie al numero superiore di sale stabili che ne permetteva la proiezione).
In Italia, la data di nascita delle riviste di cinema è fissata al 1907, con lo sviluppo di esercizi cinematografici autonomi. Le prime pubblicazioni specializzate dedicate al cinema consistono tuttavia in cataloghi di titoli e trame rivolti agli esercenti delle sale cinematografiche, prodotti con finalità pubblicitarie dalle stesse case di produzione; è il caso, per esempio, di Lux (1908), organo della Sigla di Gustavo Lombardo, della Rivista Pathé (1911), di Novissima (1911) della Gaumont ecc..
Questa dei bollettini, da considerare al limite della rivista, è una pratica che andrà allargandosi, coinvolgendo negli anni oltre alle case di produzione, distribuzione o esercizio, anche associazioni tecniche di particolari settori lavorativi, sindacati, associazioni di critici ecc.

### Anni 1910
Le riviste degli anni dieci sono assai numerose, ma essendo l'interesse storico cresciuto solo in anni recenti e credutolo a lungo materiale di poca nobiltà, se ne sono conservate poche. Sono spesso pochi fogli di notizie, per lo più settimanali o quindicinali, che annunciano uscite di film e programmazioni di sale, ospitando annunci di attori che dichiarano la propria disponibilità o la partecipazione a progetti. Trame e fotografie di scena cercano di guidare lo spettatore verso certi film che non sono però recensiti, almeno per come viene ritenuta oggi una recensione, e comunque senza firma del critico. Semmai gli interventi che non siano legati alla promozione sono di natura tecnica, con indicazioni sull'uso di lenti e obiettivi o per lo sviluppo e stampa della pellicola. In molti casi, sono i registi e i produttori stessi che raccontano i loro film con qualche notizia di backstage. Si cominciano però a notare alcuni interventi (per esempio quelli di Anton Giulio Bragaglia su Apollon. Rassegna di arte cinematografica) o alcune riviste (come L'arte muta che si dedica ai divi del momento analizzandone l'arte in scena e sullo schermo).
Le riviste (o proto-riviste) vengono stampate in diverse città: Napoli (come Il Cinema-Chantant: giornale artistico internazionale, 1907), Roma (come Il Cinema-Teatro: notiziario internazionale dell'arte cinematografica, 1910-1911 o La Rassegna del Cinema: arte e letteratura cinematografica, nata nel 1917), Milano (come L'illustrazione cinematografica: rivista quindicinale illustrata, che nasce nel gennaio 1912), Livorno (come L'Olimpo: quindicinale illustrato dei teatri di varietà, caffè-concerti, cinema, teatri di vita dell'ambiente, 1913), Catania (come Le Maschere: rivista illustrata d'arte, teatro e cinema, 1914), Taranto (Cinema music-hall: rivista mensile del varietà e della cinematografia, 1920), Torino (Corriere del cinema e del teatro, dal 1920) ecc. ma non hanno sempre una diffusione nazionale e spesso muoiono nel giro di qualche numero.
Tra le riviste di durata notevole si possono prendere invece ad esempio La Vita Cinematografica (1910-1934) e Cinemundus (1918-1946) di Ugo Ugoletti.

### Anni 1920
Negli anni venti le riviste di cinema si stabilizzano, diventando mensili (come Eco del Cinema: periodico cinematografico mensile, nata nel 1923 a Bologna) o specializzandosi sul solo argomento delle film (come si diceva allora al femminile). È il caso per esempio di Cinema: pubblicazione settimanale (nata a Firenze nel 1923). Qualcuno tenta la strada del formato più grande, quasi di lusso (come Il Serraglio: quindicinale del teatro e del cinema, stampato a Palermo a partire dal novembre 1927), ma in genere è il livello dei collaboratori che può variare molto. Sedicenti o veri ingegneri si lanciano in descrizioni tecniche e in esaltazioni dell'arte italiana e dell'esportabilità dei prodotti filmici, direttori fingono di giocarsi la reputazione per segnalare il capolavoro di turno, ma c'è poca qualità critica (tanto meno letteraria) nella maggior parte degli scritti.
Un altro fenomeno è che le riviste sono ormai libretti di più pagine, anche se la periodicità è ancora incerta: escono diverse monografie (come su Francesca Bertini, Douglas Fairbanks, Rodolfo Valentino, Pola Negri, Harold Lloyd, Elena Sangro, Rina De Liguoro, Leda Gys ecc.), con aneddoti, caricature, omaggi. Più che territorio d'analisi critica il cinema diventa protagonista di romanzi, operette, canzoni. È anche probabile che il settore industriale sia meno avventuroso se gli articoli tecnici fanno meno esibizionismo e cominciano a separarsi le informazioni per il pubblico da quelle per chi fa parte lavorativa del cinema. È iniziato il periodo del rotocalco e del cine-romanzo.
A cavallo con il decennio successivo escono, per esempio, il rotocalco La Rivista Cinematografica e Mondana (nato a Palermo nel 1927), o Cine romanzo (498 numeri della Editrice Popolare Milanese tra il 1929 e il 1935), entrambi a forte imitazione di modelli statunitensi.

### Anni 1930
È solo alla fine degli anni 1920 che alcune riviste decidono di aumentare il proprio livello qualitativo e al contempo di agire sulla società con un'opera che va dalla semplice divulgazione alla ricerca culturale di un'identità nazionale, fino alle analisi poetiche e artistiche del mezzo. Per questo motivo nel 1926 Alessandro Blasetti, che già aveva fondato Il mondo e lo schermo, trasformato ne Lo schermo, dà vita il 6 marzo 1927 a cinematografo, con cui si sosterrà l'esigenza che il regime si occupi attivamente del rilancio (nella prosa del tempo, la "rinascita") del cinema italiano spettacolare. È il "primo progetto, totalmente isolato in quegli anni, di una rivista completa di cinema [...] l'unica rivista, in quegli anni cruciali, che porti avanti una seria battaglia per la rinascita di una cinematografia nazionale.". Il periodico chiuderà nel maggio 1931 a seguito dell'ingresso di Blasetti e di gran parte del suo gruppo nella "Cines" che Pittaluga aveva riorganizzato per la produzione sonora. Collegata con questa, ma più tecnica, è la Rivista italiana di Cinetecnica (1928-1934) diretta da Ernesto Cauda. Luciano De Feo, direttore dell'ICE (Istituto Internazionale per la Cinematografia Educativa), lancia nel 1929 la Rivista Internazionale del Cinema Educatore, pubblicata in 5 lingue nell'ambito della Società delle Nazioni, che chiuderà nel 1934, sostituita da Intercine uscito per un solo anno nel 1935.
Enzo Ferreri, che dirigeva la rivista letteraria Il Convegno, aggiunse Cine-Convegno (1933-1934): il tono qui è più saggistico e vi appaiono scritti di teorici come Rudolf Arnheim o Carlo Ludovico Ragghianti. Dal 1934 al 1943 ci fu l'esperienza di Cinegiornale rivista diretta da Giorgio Zanaboni e poi da Luigi Crucillà, che ospitava dibattiti sulla "tecnica come produttrice di espressione" e interventi, tra gli altri, di Jacopo Comin e Francesco Pasinetti.
Gli articoli cercavano di evidenziare le linee di tendenza nel fare cinema e di promuovere una politica cinematografica. D'altra parte, nel 1935, nasce anche il Centro Sperimentale di Cinematografia e Luigi Chiarini, che lo dirige, interviene e invita a intervenire anche altri insegnanti sulle riviste che vanno moltiplicandosi. Nascono Lo Schermo, nel 1935, diretta da Lando Ferretti, Cinema, nel 1936, diretta da Luciano De Feo e poi dal 1938 da Vittorio Mussolini, edita inizialmente da "Hoepli" e poi da "Rizzoli", Bianco e Nero, nel 1937, diretta dallo stesso Chiarini insieme a Umberto Barbaro e organo ufficiale della scuola, e Film, nel 1938, diretta da Mino Doletti (quest'ultima tradotta anche in tedesco).
Tra gli articoli più interessanti, quelli di Lucio D'Ambra, Guglielmo Usellini, Giorgio Vecchietti, Giacomo Paulucci, Mino Caudana, Gherardo Gherardi, Francesco Callari, Eugenio Giovannetti, Alberto Consiglio, Osvaldo Scaccia e Gianni Puccini, oltre ai già citati.
Ma si possono trovare anche collaboratori di matrice letteraria come Alberto Savinio, Giuseppe Marotta, Corrado Pavolini, Corrado Alvaro, Ugo Ojetti. Parallelamente prestano attenzione al cinema anche le riviste di teatro, come Comoedia (1919-1934) e Scenario (1932-1942), anch'esse di Rizzoli. Analoga attenzione da parte di periodici letterari, come, prima e più di altre, "900" di Massimo Bontempelli, La Fiera Letteraria di Umberto Fracchia, e Tempo Presente di Nicola Chiaromonte e Ignazio Silone. Ma dibattiti sul cinema soprattutto quello di ricostruzione storica avvenivano anche su Solaria. In molte pubblicazione periodiche promosse daiGUF, come L'Universale, Il Bò, Architrave e, soprattutto il veneziano Il ventuno curato da Francesco Pasinetti, si formano una serie di cineasti e critici che poi saranno protagonisti negli anni a venire.
Riviste illustrate e patinate, meno impegnate e più banali nella scelta degli argomenti e nella loro trattazione, erano anche Kinema (1929-1938), L'Eco del Cinema (1924-1943), La Cinematografia (1927-1943), il settimanale Kines (1919-1945), fondato da Guglielmo Giannini, Film Corriere dei Cinematografi (1914-1928), diretto da Ugo Ugoletti, e Il Cinema Italiano (1924-1933), quindicinale diretto da Manlio Janni. Naturalmente, oltre a rubriche e brevi recensioni, su queste riviste è presente molta pubblicità.
Pur non essendo specificamente cinematografici, si occupavano di cinema come processo educativo o diseducativo diversi periodici cattolici come le longeve Vita e Pensiero e La Civiltà Cattolica, ma il cinema diventa centrale con la Rivista del cinematografo, varata nel 1928 e diventata di proprietà e a servizio del "Centro Cattolico Cinematografico" nel 1937, quando si trasferì da Milano a Roma e ormai aveva un certo peso sul mercato, influenzando le scelte di produzione a favore del lavoro di moralizzazione e difesa della decenza che veniva bene o male svolto sul territorio dai parroci.
La rassegna delle riviste degli anni '30 non può evitare di considerare un altro tipo di periodico, a volte legato anche alla radio o al teatro e di fatto presente come bollettino di qualche sala, oppure di aziende di produzione o circuito di distribuzione, per esempio: Fix Film Bollettino, Schermo-Ribalta, La Nostra Rassegna EIA, ENIC I nostri film, Per Voi Esercenti, Notizie Scalera Film, Minerva Film Notiziario o Cine Nostro Fono Roma.

### Anni 1940
Tra il 1940 e il 1942 esce Taccuino, poi continuato con il nome di Si gira, che per impostazione e collaboratori è già neoralista. Vi collaborano Puccini, Massimo Mida, Antonio Pietrangeli, Pasinetti, Carlo Lizzani, Barbaro, Vitaliano Brancati e Cesare Zavattini.
Se tutte le linee politiche di cinema precedenti, dalle idee di Blasetti a quelle di Emilio Cecchi o Luigi Freddi o anche direttamente quelle di produttori come Stefano Pittaluga o Peppino Amato hanno influenzato i discorsi sul cinema e dunque nutrito le riviste, la vera "critica" nasce con lo spostamento dalla "recensione" al discorso teorico e alla consapevolezza estetica del mezzo, dunque ai concetti di autore, stile e linguaggio che se da una parte non trovavano spazio sufficiente sulle riviste (spostandosi quando possibile sui libri di cinema), d'altra parte sconfinavano con altri discorsi e altri tipi di pubblicazioni. Da Omnibus di Leo Longanesi a L'Europeo di Arrigo Benedetti o al Mondo di Mario Pannunzio ed Oggi, i commenti sulle trame del film diventano osservazioni sociali e politiche. Quando la falsa felicità che il fascismo ha contribuito a rappresentare sullo schermo crolla dopo la guerra, il neorealismo, che è anche un movimento di consapevolezza teorica e un'ideologia, oltre che un modo di produzione pratico, assorbe e rilancia grande parte dell'attenzione e dei dibattiti. Ne sono coinvolti Umberto Barbaro, Mario Alicata, Augusto Genina, Camillo Mastrocinque, Vittorio De Sica, Pietro Germi, naturalmente Roberto Rossellini, Giuseppe De Santis, Luchino Visconti e registi quali Carlo Lizzani o Michelangelo Antonioni che operavano ancora come critici.
Dopo la guerra, assieme alla scoperta di Antonio Gramsci e György Lukács e alla partenza della guerra fredda, ci fu una commissione per l'epurazione dei registi e degli sceneggiatori che avevano collaborato al fascismo (in realtà costò solo una blanda sospensione del lavoro di Goffredo Alessandrini, Carmine Gallone e Augusto Genina), la trasformazione dei cineGuf in circoli e cineclub, e il varo della legge n. 958 del 29 dicembre 1949, predisposta dall'allora sottosegretario allo spettacolo Giulio Andreotti per il lancio e la difesa del cinema italiano.
La critica si è organizzata con il SNGCI, sindacato nato nel 1946 che pubblica un suo Cinemagazine. E Ferrania (1947-1967) è il bollettino tecnico di una nota casa di produzione di pellicola e lampade.

### Anni 1950
Con gli anni '50 su questo tappeto culturale si produrranno diverse riviste.Bianco e Nero nel 1947 lancia una nuova serie e nel 1951 passa la direzione da Chiarini a un comitato abbastanza conservatore, anche se promuove la scoperta e lo studio di diversi registi (da Sergej Michajlovič Ėjzenštejn, sul quale scrivono Glauco Viazzi, Guido Aristarco, a Marcel Carné, Elia Kazan o John Huston). La Rivista del Cinematografo diventa per qualche anno la sede dell'anticomunismo che vuole dare radici cristiane al neorealismo. Cinema parte con una nuova serie e una redazione rinnovata nel 1948 (chiuderà nel 1956).
Nuove riviste sono Cinema d'oggi (1954-1955), Cinema sovietico, diretto da Ignazio Ambrogio, Cronache del cinema e della televisione (1955-1960), diretto da Renato Ghiotto, Filmcritica, mensile diretto da Edoardo Bruno e legato alla Federazione italiana dei circoli del cinema, Inquadrature (1957-1968), Primi Piani (1947-1959), Rassegna del film (1952-1954), diretta da Fernaldo Di Giammatteo, Rivista del cinema italiano (1952-1955), diretta da Chiarini che continua la linea da lui impostata su Bianco e Nero, dalla quale è stato allontanato nel 1951, ma con maggiore libertà e indipendenza, e "Cinema Nuovo", diretta da Guido Aristarco (dopo il suo allontanamento da Cinema nel 1952).
A questo punto quasi tutti i quotidiani hanno rubriche e servizi sul cinema e rotocalchi come Epoca di Enzo Biagi, l'Espresso, L'Europeo, o Tempo non si limitano a recensioni e articoli dalla Mostra di Venezia, ma fanno servizi curiosi e a volte divertenti sui film in lavorazione, su coppie celebri e divismo o sulla crisi economica del settore (non trascurando i paragoni e i dibattiti sul rapporto con la neonata televisione).
Negli anni '50, inoltre vi è il lancio di diverse collane e volumi di cinema in ambito editoriale libri, con saggi critici, storie del cinema, monografie su registi e sceneggiature (come la collana Dal soggetto al film della Cappelli di Bologna e le edizioni della rivista Filmcritica). In molti casi le recensioni sulle riviste non riguardano più i film, ma i libri, le manifestazioni e le altre riviste con una moltiplicazione a volte eccessiva dei discorsi e una maggiore distanza dall'oggetto film in quanto tale.
Tra impegno e utopia, ricerca e crisi, si apre una politica degli autori e l'opposizione "cinema d'autore" contro "cinema commerciale" che diventerà centrale nel decennio successivo. Le parole d'ordine cominciano a essere "capire", "guidare" e "alludere" e le redazioni sembrano diventare cordate di consenso e di schieramento a favore di una tendenza politica.
Tra i bollettini quelli di "Lux Film", "Titanus" (che inventa tra l'altro la rivalità Sophia Loren-Gina Lollobrigida), A.N.I.C.A. (nata nel 1945). Tra i grandi dibattiti quello di "Cinema senza formule" sul Avanti! (luglio-agosto 1955), quello intitolato Sciolti dal Giuramento (giugno 1956-aprile 1958) aperta da Renzo Renzi su Cinema Nuovo, e quello su "Cinema, pubblico e critica" su l'Unità (novembre 1955-aprile 1956).

### Anni 1960
Resistono la Rivista del cinematografo, Bianco e Nero e Filmcritica, ognuno con una sua squadra di lettori. Cinema Nuovo diretto da Aristarco da quindicinale diventa bimestrale. E aprono nuove riviste, come Cinema '60, nata nel 1959 e diretta da Mino Argentieri, Ombre rosse (trimestrale 1967-1981, edito da Samonà e Savelli), Cinema & Film o Civiltà dell'immagine. Altri casi interessanti sono Cineforum di Bergamo che nasce come organo della federazione italiana cineforum (e vive tuttora collegata al Bergamo Film Meeting, varato poi, nel 1982, e al Lab80 film), oppure Cineclub, della federazione italiana cineclub (Roma, 1968-1998), entrambi collegati all'attività di distribuzione alternativa e che lanciarono il concetto giuridico di film d'essai.
Un altro caso da considerare è quello di Cinema Sud. Rivista neorealista d'avanguardia (Avellino, 1960-1998). Nascono anche riviste più generali sulle comunicazioni di massa come Ikon, (Milano, dal 1962, con la relativa collana Quaderni di Ikon) o sulla legislazione del settore, come Rassegna di Diritto Cinematografico Teatrale e della Radiotelevisione (1967-1977).
Tra i bollettini, L'Araldo dello Spettacolo (1962-1997), la Rassegna AGIS dell'Associazione Generale Italiana Spettacolo (nata nel 1968), ARCI notizie (1969-1971 dell'ARCI di Bologna) e Il Fotogramma dell'ENAL, un notiziario della federazione nazionale cineamatori (Vicenza, 1962-1973) o le Note di tecnica cinematografica dell'ATIC, associazione di tecnici e attrezzisti la cui rivista cartacea, nata nel 1965 chiude nel 2006, ma continua le sue notizie via internet.

### Anni 1970
Negli anni '70 escono alcune pubblicazioni che restano a lungo in vita: Edav Educazione Audiovisiva, sorge nel 1972 a Roma come rivista mensile ufficiale del CISCS (Centro Internazionale dello Spettacolo e della Comunicazione Sociale). Cinema & Cinema nasce come trimestrale a Milano nel 1974, poi cambia periodicità e trasferisce la sede a Bologna. Chiuderà nel 1994.

### Dagli anni 1980 ai giorni nostri
Negli anni successivi nascono altre pubblicazioni: Immagine. Note di Storia del Cinema viene editato nel 1981 a Venezia come magazine semestrale, organo ufficiale della AIRSC (Associazione italiana per le ricerche di storia del cinema). Lo stesso anno a Vicenza nasce il magazine bimestrale Segnocinema. Poi nel 1985 appaiono Voci Off a Bologna (che chiuderà nel 1999) e la rivista mensile Ciak (periodico) a Milano, edita da Mondadori (ceduta nel 2014 a Visibilia). Nel 1998 a Roma esce la rivista Sentieri selvaggi.
Le ultime pubblicazioni sorte e tuttora attive sono: Nocturno (dal 1994 Pozzo d'Adda, Milano); Best Movie, un magazine mensile (dal 2002 a Milano); Duellanti fondata a Milano nel 2003 da Gianni Canova; Manga Academica, pubblicazione annuale dal 2008, stampata a San Marco Evangelista (Caserta) e Diari di Cineclub (uscita nel 2012 a Roma).

## Riviste di cinema attualmente pubblicate

### Riviste commerciali
- Best Movie
- Ciak (1984-), mensile, assegna il premio Ciak d'oro

### Riviste di critica
- Bianco e Nero, Roma, 1937
- Cineforum, Bergamo, 1961-
- Nocturno cinema, Torino, 1994- , mensile, dedicato al cinema di genere, corredato da dossier tematici
- Rivista del cinematografo, Roma, 1928- , mensile
- Carte di cinema: viaggi al termine della visione 2013- precedentemente Carte di cinema, Ferrara, 1999-2013, Cineclub, Roma, 1968-1998 Cineamatore, Roma, 1960-1967 periodico della Federazione Italiana Cineclub
- Cinecritica, Roma, 1997- precedentemente Nuova cinecritica, Roma, 1996, Cinecritica, Roma, 1978-1994 periodico del Sindacato nazionale critici cinematografici italiani
- Cinemagazine, Roma, 1946- periodico del Sindacato Nazionale Giornalisti Cinematografici Italiani
- Cinemalibero: Periodico senza scadenza, Porretta Terme, 2000- periodico del Centro cinema Pier Paolo Pasolini
- Filmaker's magazine: mensile europeo di cinema e audiovisivi, Roma, 1998-
- Rouge Sang, Roma, 2022- , trimestrale dedicato al cinema horror
- Sentieri selvaggi, Roma, 1998-
- Taxi Drivers, Roma, 2006-

### Riviste tecniche e professionali
- Box office: il mondo del cinema e il suo business, Milano, 1997-
- www.ActingNews.it: la rivista di cinema per chi fa cinema 2000- precedentemente Acting news: la rivista di cinema per chi fa cinema, Roma, 1989-1999
- AIC: associazione italiana cineoperatori vedere, bollettino tecnico, Roma, 1955-
- Cinema & Video International, Firenze, 1995-
- Just Cinema International, Roma - Terni, 2013 -

### Riviste scientifiche
- Cinema & Cie, Milano 2001-
- Cinergie, Udine, 1999-
- Fata Morgana: quadrimestrale di cinema e visioni, Cosenza, 2006-, e Fata Morgana web Archiviato il 19 aprile 2018 in Internet Archive., 2017-
- Imago. Studi di cinema e media, Roma, 2010-
- L'avventura. International Journal of Italian Film and Media Landscapes, Milano, 2016-

### Altro
- Cinecorriere, Roma, 1934-

### TBO
- Cinema è, Casalpusterlengo (Lodi), 1996-
- Cinema società, Roma, 1966-1976; 1986-1995; 1997-
- Cinemascope.it - Independent Film Journal (in inglese), Napoli 2004-
- Cinemazero notizie, Pordenone, 1982-
- Cineteca, Bologna, 1985-
- Close up, Roma, 1997-
- CM (dal 1982 Ciemme), Venezia, 1971-
- Colonne sonore, Milano, 2003-
- Diari di Cineclub, Roma, 2012-
- Edav. Educazione audiovisiva, Roma, 1972-
- Emotion, Milano, 2002-
- Empire, 1989-
- Film D.O.C. , Genova, 1994-
- Film. Tutti i film della stagione, Roma, 1984-
- Filmcritica Roma, 1950-
- Filmcronache, Roma, 1987-
- Filmmaker's 1991-
- Giornale dello spettacolo, Roma, 1933-
- Gulliver, Roma, 1982-
- Horror mania, Milano, 2004-
- Ikon, Milano, 1962- (con Quaderni di Ikon, Milano, 1968-1971)
- Il Falcone Maltese, Genova, 1974, poi Roma, 2004-
- Il nuovo spettatore, Torino, 1980-
- Il ragazzo selvaggio, Roma, 1990-
- Immagine. Note di Storia del Cinema, Roma, 1981-, a cura dell'Associazione italiana per le ricerche di storia del cinema (AIRSC)
- Imaging, Roma, 1997-
- Indie-eye.it/cinema, Firenze, 2005-
- Itinerari mediali, Torino, 2005-
- Jamboree Magazine, Milano, 1995-
- La furia umana, WEB (www.lafuriaumana.it) Trimestrale multilingue, 2009-
- La linea dell'occhio, Lucca, 1995-
- L'Araldo dello Spettacolo, Roma, 1946-
- La valle dell'Eden, Torino, 1999-
- M. Rivista del Mistero, Milano, 2004-
- Manga Academica, 2008-
- Millimetri, Milano, 2001-
- Nostro cinema, Roma, 1965-
- Ombre di carta, Bologna, 2007-
- Perimmagine, Udine, 1992-
- Primafila, Roma, 2005-
- Quaderni del Lumière, Bologna, 1991-
- Radiocorriere TV, Roma, 1956-
- Rapporto Confidenziale, Milano-Lugano, 2007-
- Rassegna stampa AGIS, Roma, 1968-
- Rivista del cinema, Torino, 2003-
- Scenario. Lo spettacolo italiano. Rivista delle arti della scena., Roma, 1934
- Script, Roma, 1988-
- Scrivere di cinema, Roma, 1994-
- "SediciNoni", Roma 2008-
- Sentieri selvaggi, Roma, 1988-
- Sipario, Milano, 1946-
- SNCCI-Notiziario Sindacato Nazionale Critici Cinematografici Italiani], Roma, 1971-
- Lo Straniero, Roma, 1997-
- Trade Animation, Milano, 2003-
- Vivilcinema. La rivista del grande schermo, Firenze/Roma, 1985-
- Widescreen Magazine, Milano, 2004-
- Cinematographe, Velletri, 2015 -

## Riviste di cinema fuori pubblicazione

### Riviste commerciali
- Cine-cinema, Milano (1926-1927)
- Cine Omnia, Roma (1933-1936?)
- Fascio di luce (Il), Milano
- Figure mute (1919-1920), Torino
- Films (anni 1930), Milano
- "Film". Corriere dei cinematografi, Napoli, poi Roma (1914-1928?)
- Films in anteprima, Roma, 1947-1951

### Riviste di critica
- Cine-Convegno, Milano (1933-1934)
- Critica cinematografica (La), Parma 1946-1948
- Duel, Roma, 1993-2003, poi diventato Duellanti, Milano, 2003-2015
- Lo schermo, Milano, 1935-1943

### Riviste scientifiche
- Cinegrafie, Bologna, 1989-2007
- Fellini Amarcord: rivista di studi felliniani, Rimini, 2001-2009 periodico della Fondazione Federico Fellini

### Bollettini di sala o di circuiti di distribuzione
- Bollettino della Fox Film Corp., Roma (1929-?)
- Bollettino delle Grandi Films, Torino, Genova (1916?-1917?)
- Bollettino Edizioni Pittaluga, Torino (1927-1930)
- Bollettino mensile della Società italiana Pineschi (1909)
- Cine Nostro Fono Roma

### Altro
- Brancaleone, Napoli, 2006-2007 (2 numeri monografici)
- Cinemedia. Ente dello Spettacolo. Agenzia giornalistica settimanale d'informazione, Roma, 1985-1993
- Il Fotogramma (Il). Enal. Notiziario della Federazione Nazionale Cineamatori, Vicenza, 1962-1973
- Fuorivista: semestrale di cinema e multimedia Arese, 1998-2009

### TBO
- 35mm, Modena, 1987-1990, collegato a Medusa Film
- A/news, Roma, 1998-2004 (Fondazione archivio audiovisivo del movimento operaio e democratico)
- Altrocinema, Roma, 1976-1989
- Amarcord: il lato oscuro del cinema, Firenze, 1995-2000
- Arci notizie, Bologna, 1969-1971
- ASIFA Italia-Notizie: Notiziario mensile dell'Associazione Italiana Film d'Animazione, Torino, 1990-2000
- Backstage, Cinisello Balsamo, 2002-2005
- Bi-Elle, Albano Laziale, 2002
- Bis, Milano, 1948-1951
- Bollettino dell'Associazione Italiana di Cinematografia Scientifica, Roma, 1970-1986
- Bollettinocinema, Firenze, 1979-1983
- Borsa Film (suppl. al Giornale dello Spettacolo), Roma, 1971-1972
- Carmilla, Budrio, 1996-2004
- Carnet Cinema, Milano, 2000-2003
- Celluloide. Periodico di cultura, spettacolo e turismo, Salerno, 1987-1994
- Centostelle, Roma, 1950-1952
- Centro Studi Cinematografici. Notiziario, Roma, 1970-1980 e 1992-1999
- Centro Studi Cinematografici. Schede filmografiche Milano, 1960
- Centrofilm, Torino, 1959-1966
- Ciak in tasca, Milano, 1989-1991
- Ciak manie, Milano, 1998-1999
- Ciennepi. Rivista di ricerca sul cinema e videomedia non professionali, Roma, 1979-1987
- Cine Bazar, Roma, 1945-1947
- Cine Illustrato, Roma, 1938-1952
- Cine Magazzino, Roma, 1937-1943
- Cine sorriso illustrato, Torino, 1928-1930 (due numeri del 1930; N. 15 del 1931)
- Cine spettacolo, Roma, 1958-1993
- Cineclub Quaderno, Roma, 1975-1977
- Cineclub Quotidiano, Montecatini, 1973-1983
- Cineclub Rassegna stampa, Roma, 1976-1977
- Cineclub Supplementi, Roma, 1969-1973
- Cinedidattica, Milano-Roma, 1955-1956
- Cinelandia, Roma, 1946
- "Cinem'Art", Roma 2007–2009
- Cinemasessanta, Roma, 1960
- Cinema & Cinema, Milano-Bologna, 1974-1993
- Cinema & Film, Roma, 1966-1970
- Cinema & Industria, Roma, 1987-1993
- Cinema (poi New Cinema), Milano, 1970-1972
- Cinema critica – Prime visioni-Rassegna quindicinale delle recensioni, Pavia, 1980
- Cinema documentario, Roma, 1966-1967
- Cinema d'oggi, Bologna, 1954-1955 e 1970-2004
- Cinema domani, Milano, 1962-1963
- Cinema e scienza, Roma, 1956-1961
- Cinema illustrazione, Milano, 1930-1939
- Cinema in casa, Roma, 1977-1979
- Cinema Nuovo, Firenze, poi Bari, 1952-1996
- Cinema Sud. Rivista neorealista d'avanguardia, Avellino, 1960-1998
- Cinema ridotto, Roma, 1955-1970
- Cinema Sovietico, Roma, 1953-1955
- Cinema Studio, Roma, 1991-1995
- Cinema. Quindicinale di divulgazione cinematografica, 1935-1943 e 1948-1956
- Cinema. Mensile di attualità cinematografiche, Milano, 1978
- Cinemah, Torino, 1992-1993
- Cinemalia, Milano, 1927-1928
- Cinema-teatro: periodico internazionale illustrato, Roma, 1929-1930
- Cinemateca, Roma, 1977-1979
- Cinematografia d'oggi, Roma, 1963-1977
- Cinematografo, Roma, 1927-1952
- Cinemauno rivista, Padova, 1989-1999
- Cinemundus, Roma, 1959-1966
- Cinemuseum, Siracusa, 1992-2004
- Cineomnia, Roma, 1935-1936
- Cineproposta, Bologna, 1969-1970
- Cine-Romanzo, Milano, 1929-1933
- Cinestudio, Monza, 1961-2002
- Cineteca TV, Milano, 1992-1993
- Cinetempo, Milano, 1945-1946
- Cineturismo, Venezia, 1957
- Cineturismo-Express, Mestre, 1959
- Cinevita, Milano, 1936-1948
- Circuito Cinema, Ravenna, 1982-1983, Venezia, 1986-1997
- Civiltà dell'Immagine, Firenze - Imola, 1966-1967
- Comunicazione di massa, Milano, 1980-1986
- Comunicazioni di massa, Roma, 1963-1965
- Controcampo. Quaderno del Cineforum di Bergamo, 1966-1967
- Corriere del teatro e del cinematografo, Milano, 1919-1922
- Critica-Reprint, Milano, 1969-1977
- Cronache del Cinema e della Televisione, Roma, 1955-1960
- Cult fiction, Milano, 2003-2004
- Cult movie, Firenze, 1980-1984
- DVD Magazine, Milano, 2001-2004
- DVD Review, Roma, 2001-2004
- DVD World, Milano, 1999-2003
- Eco del Cinema e dello Spettacolo, Roma, 1951-1955
- Eco del Cinema, Bologna, poi Firenze, poi Roma 1923-1943
- Excelsior Supplement, Milano, 1933-1934
- Excelsior, Milano, 1929 -1933
- Fac - Cinema Culturale, Roma, 1970-1979
- Fangoria, Roma, 1990-1991
- Fantascienza, Milano, 1976
- Ferrania, Milano, 1947-1967
- Festival, Milano, 1953-1962
- Fiction. Cinema e poetiche dell'immaginario, Roma, 1977-1993
- Film d'oggi, Roma, 1945-1957
- Film mese, Roma, 1967-1969
- Film per la gioventù. Bollettino del centro nazionale, Roma, 1959-1963
- Film Selezione, Roma, 1960-1963
- Film Spettacolo, Roma, 1967-1970
- Film TV, Milano, 1996-2006
- Film, Roma, 1938-1950
- Film. Corriere settimanale dei cinematografi, Napoli, 1914-1929
- Film. Rassegna internazionale di critica cinematografica, Venezia, 1955-1958
- Filmania, nuova serie, Bologna, 1982-1983
- Finzioni, Lecce, 1984-1985
- Fotogenia, Bologna, 1994-1998
- Fotogramma. Rivista monografica di cinema, Verona, 1983-1984
- Fotogrammi, Roma, 1946-1949
- Garage. Cinema Autori Visioni, Torino, 1994-1999
- Griffithiana, Gemona, 1978-2002
- Hollywood, Milano, 1945-1952
- Il dramma. Mensile di commedie di grande successo, Milano, 1925-1983
- Il film italiano, Roma, 1958-1960
- Il Loggione, Bologna, 1926-1929
- Il mascherino, Brescia, 1983-1991
- Il proscenio, Napoli, 1901-1911
- Il selvaggio, Roma, 1935-1942
- Il torchio, Milano, 1927-1929
- Immagine e pubblico. Periodico trimestrale dell'Ente Gestione Cinema, Roma, 1983-1991
- Immaginifico, Udine, 1993-2002
- In Penombra, Roma, 1918-1919
- Inquadrature. Rassegna di studi cinematografici, Pavia, 1957-1968
- Intermezzo, Roma, 1946-1966
- ISCA. Informazioni, Milano, 1972-2001
- Kines, Roma, 1929-1932
- La cinematografia italiana ed estera, Milano, 1908-1926
- La cinematografia, Milano (1927-1943)
- La cosa vista. Studi e ricerche sul cinema e altri media, Trieste, 1985-1992
- La Fiera del cinema, Roma, 1959-1963
- La magnifica ossessione, Genova, 1995-1996
- La Petite Illustration, Roma, 1925-1935
- La Scena e lo Schermo, Siena, 1989-1992
- La vita cinematografica, Torino, 1910-1932
- Lab 80-Notizie, Bergamo, 1974-1978
- L'Altro Cinema, Milano, 1954-1962
- L'Arte muta, Napoli, 1916-1917
- Le dive nude, Milano, 1971-1972
- Le grandi firme, Torino, 1925-1938
- Le Maschere, Roma, 1919-1922
- Le vostre novelle, Milano, 1942-1955
- L'Europeo Cinema, Milano, 1978
- L'Illustrazione Cinematografica, Milano, 1912-1915
- Lo spettacolo, Roma, 1965-2002
- Lumière. Cinema e altro, Roma, 1992-2003
- Lux, Napoli, 1910-1911
- Magazzini Criminali, Firenze-Milano, 1979-1987
- Mass Media. Rivista bimestrale della comunicazione, Roma, 1983-1986
- Media Forum. Inchieste e analisi sul marketing della comunicazione, Milano, 1986-1995
- Media Production. Industria e mercato dei messaggi audio e video, Firenze, 1989-1994
- Movie (poi Movie Magazine), Roma, 1990-1995
- Multipiattaforma, Milano, 1996-1999
- Nickel Odeon, Udine, 1981-2002
- Nosferatu - Horror Fantasy and Science Fiction, Milano, 1990-1991
- Note di tecnica cinematografica, Roma, 1965-2004
- Novella, Milano, 1920-1955
- Novelle Film, Milano, 1947-1958
- Nuovo Cinema Europeo, Roma, 1976-1994
- Nuovo Spettatore Cinematografico, Torino, 1959-1964
- Off-screen, Roma, 1999 - 2009
- Occhio critico, Roma, 1966-1983
- Ombre rosse, Torino, 1967-1981
- Pagine e schermi, Milano, 1968-1969
- Panoramiche-Panoramiques, Aosta, 1990-2004
- Pathé Baby, Roma, 1928-1930
- Politeama, Roma, 1945-1946
- Primavisione cinematografica. Mensile di attualità e informazioni cinematografiche, Roma, 1984-1998
- Primi Piani - Cineforum, Siena, 1966-1968
- Primi Piani - Mensile del cinema, Milano, 1941-1943
- Primi Piani - Rivista del cinema, Milano, 1952-1966
- Primissima, Roma, 1989-2002
- Quaderni del Cinema Italiano, Roma, 1982
- Quaderni del Cut, Bari, 1967-1977
- Quaderni della F.I.C.C. , Roma, 1950-1960
- Quaderni di A.I.A.C.E. , Torino, 1969-1975
- Quaderni di Cinecritica, I, Roma, 1988-1989
- Quaderni di cinema, Firenze, 1981-1993 (bimestrale), 1997- 2000 (trimestrale)
- Quadernicinema, Firenze, 1980-1983
- Quarta parete, Roma, 1945-1946
- Questocinema, Roma, 1967-1969
- Quindici , Roma, 1967-1969
- Rassegna del Film, Torino, 1952-1954
- Rassegna del Teatro e del Cinematografo, Milano, 1926
- Rassegna di Diritto Cinematografico Teatrale e della Radiotelevisione, Roma, 1967-1977
- Rassegna italiana dello spettacolo, Roma, 1956-1963
- Replay, Roma, 1982-1983
- Reset, Roma, 1997-2005
- Rivista del cinema italiano, Roma, 1952-1955
- Rivista italiana di cinetecnica, Roma, 1930-1931
- Rivista Pathé, Milano, 1911-1914
- Rivista tecnica di cinematografia, Milano, 1962-2004
- Scena, Milano, 1976-1982
- Scenario / Comoedia. Rivista delle arti della scena, teatro, cinema, musica, danza, radio, scenografia, Roma, 1935-1943
- Schermi. Mensile di cultura cinematografica (Morando Morandini), Milano, 1958-1961
- Schermi. Mensile internazionale del cinema (Carlo A. Felice), Milano, 1948-1949
- Seagreen, Bologna, 1984-1990
- Segnalazioni cinematografiche, Roma, 1934-2002
- Segnocinema, Vicenza, 1981-2023
- Sequenze, Verona, 1984-1990
- Sequenze. Quaderni di cinema, Milano-Roma, 1949-1951
- Set: la rivista per chi ama il cinema, Roma, 1996-2000
- Settima Arte. Mensile di cultura cinematografica, Napoli, 1976-1977
- Si Gira: rassegna mensile del cinema italiano, Roma, 1942-1943
- Sipra, Torino, 1968-1976
- Spettacoli & Società, Milano, 1975-1976
- Star, Roma, 1944-1946
- Stelle , Milano, 1933-1936
- Stilb. Spettacolo Scrittura Spazio, Roma, 1981-1983
- Taglio corto, Roma, 2002-2005
- Target. Trimestrale di marketing, comunicazione e ricerca sociale, Milano, 1986-1988
- Teatro-Scenario. Rassegna quindicinale degli spettacoli, Roma, 1951-1955
- TVC, Roma, 1964-1966
- Unicinema, Roma, 1975-1979
- Unitalia Film, Roma, 1953-1957
- Ventiquattroalsecondo, Reggio Emilia, 1985-1998
- Video (poi Videosat), Roma, 1981-1997
- Video Magazine, Milano, 1983-1992
- Videodrome. Il fantastico nel cinema, Roma, 1986-1989
- Vietato fumare, Milano, 1984-1985
- Visionario. Rivista di cultura cinematografica, immagine e comunicazione, Alessandria, 1989-1992
- Visuel, Torino, 1982-1984
- Voci Off. Rivista cinematografica degli studenti DAMS, Bologna, 1994-1999
- Zenit, Milano, 1931-1937

## Siti sul cinema e altre fonti
- I 400 calci
- Alasca Foundation (Bergamo Film Meeting Festival)
- Armosia.it
- Blog a puntate, riassunti per chi ha perso un episodio seriale
- Bloopers errori di montaggio
- Broadcast.it
- Casting News
- CAV-Centro Arti Visive, Università di Bergamo
- Celluloide, sul lavoro di Ugo Pirro
- Cine Characters
- Cinebazar
- Cineblog
- Cinecittà News, giornale online edito da Cinecittà dedicato al cinema e al mondo dell'audiovisivo
- Cineculture
- Cinedoc
- Cinefex Italia, Bagni di Tivoli, 2001-2004 poi come Cinevfx, 2005-
- CineFile
- Cinegossip
- Cineludico
- Cinema Bendato - Rivista di critica ed informazione cinematografica
- Cinema del silenzio
- Cinema indipendente
- Cinema invisibile
- Cinema.it
- Cinespettacolo
- Cineweb
- Cinextreme
- Drammaturgia
- Falso movimento
- FilmTV, settimanale
- Film.it, collegato a IlSole24ORE
- "Film4life - Curiosi di cinema"
- Filmscoop
- FilmUP.com
- Hide out
- Il documentario
- Il quotidiano del cinema
- ImaginAzione
- Immagini cinema
- Jura Gentium cinema
- Just Cinema International
- Karasiò
- Knowledge For Business
- Lo spettacolo
- Moviemag.it
- Movie player
- Non solo cinema
- Nothing but cinema
- Novaera.it
- Otto e mezzo
- Pagina di Sergio Donati
- Pagine di cinema del Corriere della Sera
- Pagine di cinema dell'agenzia Ansa
- Pagine di spettacolo dell'agenzia Adnkronos
- Positif cinema
- Primissima Trade
- Prove aperte
- Rifrazioni - dal cinema all'oltre, Bologna, quadrimestrale
- Sbandati - Cinema, tv e spettacolo
- Spietati
- Taxidrivers Magazine
- Tempi moderni
- Trova cinema del giornale la Repubblica
- W2M
- Zabriskie Point
- Zio Giorgio, discussioni su attrezzature